# Brücke über die Noord
Die Brücke über die Noord (niederländisch Brug over de Noord, auch Alblasserdamsebrug) überquert zwischen den niederländischen Gemeinden Alblasserdam und Hendrik-Ido-Ambacht die Noord, wie der Unterlauf der Waal in diesem Abschnitt des Rhein-Maas-Deltas genannt wird. Auf der 1939 eröffneten stählernen Stabbogenbrücke mit Klappbrücke verläuft der Rijksweg 915 sowie ein Fahrrad- und Fußgängerweg. Das Bauwerk befindet sich bei Rhein-Kilometer 980,60 und Kilometer 121,76 der niederländischen Wasserstraße 101 (Rhein–Waal–Boven-Merwede–Beneden-Merwede–Noord).
Bei der Hauptüberspannung handelt es sich um eine Stabbogenbrücke mit einer Stützweite von 184 Metern. An der Westseite dient eine Fachwerkbrücke mit oben liegender Fahrbahn und einer Länge von 48 Metern als Vorlandbrücke. An der Ostseite befinden sich die Klappbrücke mit einer Länge von 49 Metern sowie mehrere Stahlbetonbrücken als Vorlandbrücken. Die Brücke ist insgesamt 900 Meter lang.
Am 14. November 1939 wurde die Brücke über die Noord eröffnet. Beim Angriff der Wehrmacht auf die Niederlande am 10. Mai wussten die deutschen Truppen unter Generalleutnant Kurt Student zunächst nichts von der Existenz des Bauwerks. Nachdem die niederländischen Streitkräfte die Brücke und das östliche Noordufer erfolgreich verteidigen konnte, bombardierte die Luftwaffe am Morgen des 11. Mai die Rampen zur Brücke. Als um 12.40, 12.50 und 14.14 Uhr auch das Zentrum von Alblasserdam Ziel von Angriffen mit Tieffliegern wurde, zogen sich die niederländischen Streitkräfte zurück. Auch 1945 wurde das Bauwerk nicht wesentlich beschädigt. Bis heute ist es weitgehend im Originalzustand erhalten und steht als Rijksmonument (Nr. 516075) unter Denkmalschutz.
Bis zur Eröffnung des direkt nördlich der Brücke gelegenen Noordtunnels 1992 führte der Rijksweg A15 (Rotterdam–Nijmegen) über das Bauwerk. Danach erhielt der Streckenabschnitt mit der Brücke die Bezeichnung Rijksweg N 915. Neben dem regionalen Verkehr dient die Strecke vor allem Lastkraftwagen mit Gefahrgütern, für die der Noordtunnel der A15 gesperrt ist.